# اپوورث، لینکلن‌شر
latitudeاپوورث، لینکلن‌شرlongitudeاپوورث، لینکلن‌شر
اپوورث، لینکلن‌شر (به انگلیسی: Epworth, Lincolnshire) یک شهرک در بریتانیا است که در انگلستان واقع شده‌است.

## خصوصیات
اپوورث ۳٬۷۳۴ نفر جمعیت دارد.